# Гетеротическая струна
Гетероти́ческая струна́ — является одним из основных объектов исследования теории струн. Она является наиболее сложной в изучении, так как представляет собой несуперсимметричный гибрид бозонной и фермионной струн.
В статье[уточнить] суперструна описан процесс гибридизации бозонных и фермионных переменных. Для этого потребовалась суперсимметрия и/или равенство бозонных и фермионных переменных в суперпространстве.
В случае гетеротической струны нет возможности это сделать. Чтобы разобраться почему гетеротическая струна существует и по определённым признакам является «хорошей» моделью, необходимо понять сам смысл гибридизации и её возможные варианты.
1. Прежде всего следует принять, что бозонная струна D=26 и фермионная струна D=10 существуют, то есть вакуумная нестабильность в виде тахиона присутствует в обоих струнах.
2. Необходимо разобраться с возбуждениями замкнутых струн, условия периодичности приводит к независимости L-возбуждений и R-возбуждений. Таким образом мы можем разделить бозонную и фермионную струну на 4 независимых спектра и по-разному их сочетать.
3. Наиболее интересные сочетания следующие: из L-возбуждений D=26 бозонной струны, произвольные 10 сочетаются с R-возбуждениями D=10 фермионной струны, остаток размерности 16 в дальнейшем требует дополнительной интерпретации. Таким образом Гетеротическая струна является хиральным гибридом замкнутых бозонных и фермионных струн.
  1. Условно правый сектор превратился в суперструну, о которой известно, что её критическая размерность равна 10 и она не содержит тахионной нестабильности вакуумного состояния.
  2. Условно левый сектор требует дальнейшего рассмотрения. Его размерность 16 и он не имеет суперсимметрии.
4. Одновременно с п. 3 возникает «зеркальная» конструкция, если поменять слова правый и левый. Однако из-за произвольности выбора 10 бозонных переменных — точной зеркальности вероятно не будет.

В принципе замкнутую струну, из-за независимости правых и левых возбуждений, можно рассматривать как некое произведение правой и левой открытых струн, при этом открытые струны в L и R секторах могут быть различными. Это позволяет проводить совместный анализ теорий струн и выявлять различия и совпадения в различных вариантах конструкций.
Так называемый «гетеротический размерный парадокс» нуждается в струнной интерпретации.
Интересно, что при устранении квантовых аномалий в теории струн, наиболее перспективными (безаномальными) оказываются калибровочные группы SO(32) и E(8)xE(8). Обе группы имеют ранг (размерность Картановской подалгебры) 16=26-10. Поэтому основная идея данной гибридизации получить калибровочную симметрию из свойств этих 16 левых координат. В этом случае теория гетеротической струны станет суперсимметричной теорией струн в D=10, в которой взаимодействия возникнут в результате компактификации «лишних» (внутренних) координат.
Требования самосогласованности:
1. Отсутствие вакуумных нестабильностей (тахионов) и духо́в (нефизических состояний спектра) различной природы.
2. Унитарность.
3. Суперсимметрия.
4. Лоренц-инвариантность.
5. Отсутствие квантовых аномалий.
6. Конечность.

Конструкции теории струн:
1. Бозонная струна — критическая размерность D=26, в системе отсутствуют фермионы и вакуумное состояние метастабильно — тахион.
2. Фермионная струна — критическая размерность D=10, система с необходимостью требует присутствие бозонов, поэтому наиболее естественный подход гибридизовать фермионную струну с бозонной. По прежнему вакуумное состояние метастабильно — тахион.
3. Гибридные струны:
  1. Суперструны типа I — являются фермион-бозонным неориентированным гибридом с одним суперзарядом (генератор суперсимметрии) с критической размерностью D=10. Возможны как открытые, так и замкнутые струны.
  2. Суперструны типа II — являются фермион-бозонным гибридом с двумя суперзарядами (генераторами суперсимметрии) с критической размерностью D=10. Возможны только замкнутые струны, открытые струны появляются в кобордизмах 11-мерной мембраны (супергравитация D=11). Существует 2 типа таких струн: тип IIA некирален, так как спинорные переменные имеют противоположные киральности (и значит существенно неориентирован), тип IIB кирален, а значит ориентирован.
  3. Суперструны типа гетеротических — являются фермион-бозонным ориентированным гибридом с одним суперзарядом (генератор суперсимметрии) с критической размерностью D=10. Возможны только замкнутые струны. Однако левый и правый сектора переменных различны. Существует 2 типа гетеротических струн, различающихся калибровочными группами: тип HO имеет калибровочную группу симметрий Spin(32)/Z(2) (или проще SO(32)), тип HE имеет соответственно группу калибровочных симметрий E(8)xE(8).